# Albúlids

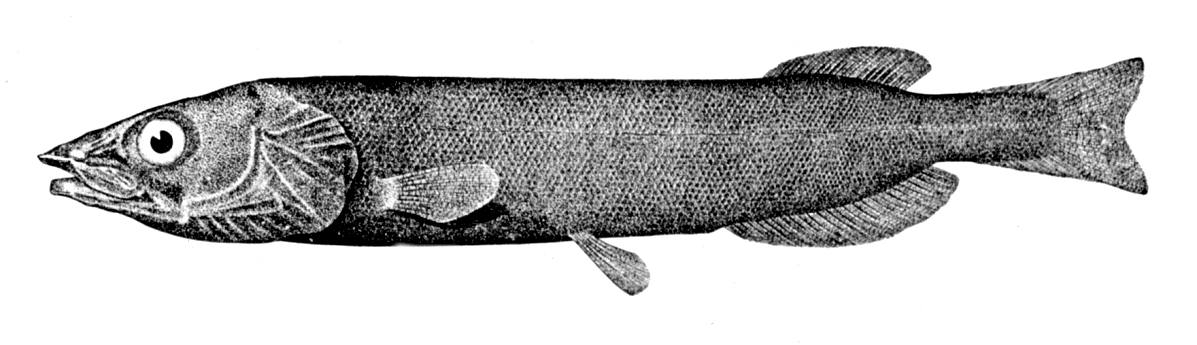
Pterothrissus gissu.

Els albúlids o peixos os (Albulidae) és una família de peixos actinopterigis, l'única família inclosa en l'ordre dels albuliformes. Es distribueixen per mars tropicals, rarament en aigües salobres o de riu.

## Gèneres i espècies
Per a alguns autors dins de l'ordre Albuliformes s'inclouen els subordres Albuloidei i Notacanthoidei, mentre que per a altres autors els segons se separen en ordre Notacanthiformes mentre que els Albuliformes queden amb una única família, que té 8 espècies en 2 gèneres: 
- Ordre Albuliformes o Subordre Albuloidei:
  - Família Albulidae
    - Subfamília Albulinae
      - Gènere Albula (Scopoli 1777)
        - Albula argentea (Foster 1801)
        - Albula esuncula (Garman 1899)
        - Albula forsteri Valenciennes 1847
        - Albula gilberti Pfeiler & van der Heiden, 2011
        - Albula glossodonta (Forsskål 1775) - Peix os de l'Indus-Pacífic
        - Albula koreana Kwun & Kim, 2011
        - Albula nemoptera (Fowler 1911) - Macabí de bri
        - Albula neoguinaica Valenciennes 1847
        - Albula oligolepis Hidaka, Iwatsuki & Randall, 2008
        - Albula virgata Jordan & Jordan 1922)
        - Albula vulpes (Linnaeus 1758) - Peix os

    - Subfamília Pterothrissinae
      - Gènere Pterothrissus (Hilgendorf 1877)
        - Pterothrissus belloci Cadenat 1937
        - Pterothrissus gissu Hilgendorf 1877